# Archips rileyana
Archips rileyana es una especie de polilla del género Archips, tribu Archipini, familia Tortricidae. Fue descrita científicamente por Grote en 1868.

## Descripción
La envergadura es de 28 milímetros.

## Distribución
Se distribuye por Estados Unidos.